# 29. Raketendivision

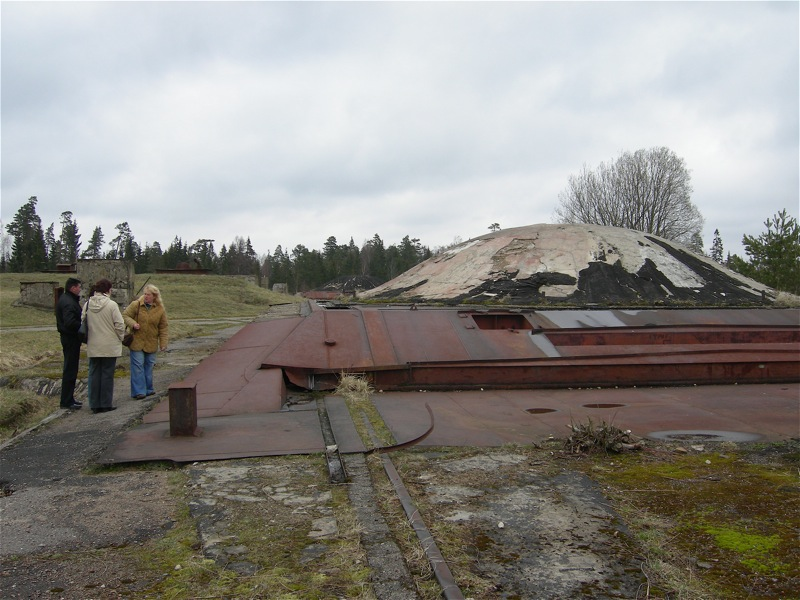
Raketenbasis Plokštinė (79. Raketenregiment der 29. Raketendivision)

Die 29. Raketendivision (russ. 29-я гвардейская ракетная Витебская ордена Ленина Краснознамённая дивизия) war eine Raketendivision der 50. Raketenarmee der Strategischen Raketentruppen der Sowjetunion (Hauptsitz in Smolensk, Belarus). Ab  dem 1. Juli 1960 war die Formation Nr. 55135 der Sowjetarmee.

## Geschichte
Das Divisionshauptquartier war von Juli 1960 bis September/Oktober 1961 in der Stadt Tauragė der Litauischen SSR, von September/Oktober 1961 bis Dezember 1985 in der litauischen Stadt Šiauliai stationiert.
Ab dem 1. Februar 1986 wurde die Division gemäß der Direktive des Oberbefehlshabers der strategischen Raketentruppen Nr. 432/3/00846 vom 3. Dezember 1985 nach Irkutsk in die Struktur der 53. Raketenarmee verlegt.
Ab dem 16. September 2002, nach der Auflösung der 53. Raketenarmee, wurde sie der 33. Raketenarmee der Strategischen Raketentruppen (RWSN) der Russischen Streitkräfte übergeben.

## Struktur
- 79. Raketenregiment (Plungė in Litauen) bis 1979[1]
- 115. Raketenregiment (Paplaka bei Liepāja in Lettland) bis 1968
- 307. Raketenregiment (Jelgava Lettland) bis 1981
- 344. Raketenregiment (Priekule Lettland),  bis 1981
- 867. Raketenregiment (Dobele in Lettland), Komplex R-12n (jeweils 4 Stück Tērvete und Augstkalne) bis 1981